# トム・フランクリン
トム・フランクリン（Thomas Gerald Franklin、1963年7月7日 - ）は、アメリカ合衆国の推理作家。アラバマ州ディキンソン出身。

## 経歴
1998年、アーカンソー大学で美術学修士号を取得、同校で後の妻となる詩人のベス・アン・フェネリーと出会う。
1999年、短編集"Poachers"を上梓、表題作「密猟者たち」はエドガー賞 短編賞を受賞。
2003年、近所で起こった暴力沙汰を題材にした初の長編"Hell at the Breech" を上梓。2011年、『ねじれた文字、ねじれた路』で英国推理作家協会主催のゴールド・ダガー賞を受賞したほか、エドガー賞 長編賞、アンソニー賞、バリー賞、ハメット賞などにノミネートされた。
2013年、妻フェネリーとの共著"The Tilted World" を上梓。
現在、ミシシッピ大学の准教授を務めており、ミシシッピ州オックスフォードに暮らしている。

## 作品リスト
- 密猟者たち Poachers (1999) - 短編集
- Hell at the Breech (2003)
- Smonk (2006)
- ねじれた文字、ねじれた路 Crooked Letter, Crooked Letter （ 2010年 /  2011年9月 早川書房 伏見威蕃訳）
- たとえ傾いた世界でも The Tilted World (2013) - 妻との共著